# Leech Records
Leech Records ist ein Schweizer Independent-Label.
Es veröffentlicht seit 1996 hauptsächlich Tonträger von weniger bekannten Schweizer Punk- und Skabands. Leech ist zudem die europäische Distribution für Asian Man Records (USA) und die kanadische Union Label Group.
Seit 2002 arbeiten Leech Records und die Booking-Agentur Reddaagency unter dem Namen Leech*Redda zusammen. Beide haben bereits zuvor Konzerte und Festivals veranstaltet. Zu Leech*Redda gehören unter anderem die Label 808 Records und Sprinter Records.

## Bands und Künstler
- Admiral James T.
- Alaska
- Chickenpox
- Disaster
- Eastern Standard Time
- Fleisch
- Godzilla
- John Lenin
- Kalles Kaviar
- King Django
- Lame Ducks
- Luana Point
- Nguru
- No Authority
- Notausgang
- Open Season
- The Peacocks
- Peek-A-Boo
- The Planet Smashers
- Plenty Enuff
- Quatre in Toulouse
- Radio Active
- Skafield
- Skalariak
- Snitch
- Subb
- Wicked